# Daniel Charles (musicien)
Pour les articles homonymes, voir Daniel Charles (historien) et Charles.
Daniel Paul Charles est un musicien, musicologue et philosophe français, né le 27 novembre 1935 à Oran (Algérie) et mort le 21 août 2008 à Antibes (France).

## Biographie
Daniel Charles a été élève d’Olivier Messiaen au Conservatoire de Paris (Premier Prix, 1956), a obtenu l'agrégation de philosophie en 1959, et un doctorat d’État sous la direction de Mikel Dufrenne, en 1977.
Après avoir dirigé (à la fin 1968), la Commission chargée d’établir les statuts du professorat de musique au Ministère de l'Éducation nationale, il fonda, puis anima pendant vingt ans (1969-1989) le Département de musique de l’université Paris-VIII (Vincennes, puis Saint-Denis), tout en étant chargé, de 1970 à 1980, de l’enseignement de l’esthétique générale à l’université Paris-Sorbonne. Désireux (après avoir assuré à Paris-VIII la direction de l’UER «Arts») de prendre un peu de distance vis-à-vis de l’inflation galopante des tâches administratives parisiennes, il décida de terminer sa carrière en enseignant la philosophie à l’université Nice-Sophia-Antipolis (1989-1999).
Dès sa sortie du Conservatoire, en 1956, Daniel Charles, auteur d’un projet de «mise en musique» électronique du Coup de Dés de Mallarmé qui retint à Darmstadt l’attention de Karlheinz Stockhausen, avait participé aux travaux du GRM sous la houlette de Pierre Schaeffer ; son peu d’enthousiasme à l’égard du solfège des bruits le conduisit à s’intéresser plutôt à John Cage, rencontré en 1958 et qu’il s’attacha depuis à faire mieux connaître en France – notamment en publiant (en cosignature avec lui) un livre devenu classique, Pour les oiseaux (Paris, Belfond, 1976), paru d’abord en français, et dont les traducteurs américains ont souligné qu’il s’agissait d’« une partition de John Cage, mais dont celui-ci avait confié la réalisation à Daniel Charles ».
Conférencier souvent appelé à l’étranger (il a été invité dans de nombreuses universités, surtout outre-Atlantique, mais aussi bien au Japon, aux Philippines, à Honolulu…), il a publié outre beaucoup d’articles, plusieurs ouvrages, dont cinq traduits en allemand et deux en japonais.

## Ouvrages

### Ouvrages principaux
- Pour les oiseaux (entretiens avec John Cage), Paris, éditions Pierre Belfond, 1976. Traduit en anglais, allemand, espagnol, italien et japonais. (Rééd.: L'Herne, 2002).
- Le temps de la voix, Paris, Ed. Jean-Pierre Delarge, 1978. (Rééd.: Paris, Hermann, 2011  (ISBN 978-2705680466)).
- Gloses sur Cage, Paris, UGE, Coll. 10/18, 1978  (ISBN 978-2264008558). Trad. japonaise. (Rééd.: Desclée de Brouwer, 2002.)
- John Cage oder Musik ist los, Berlin, Merve Verlag, 1984.
- Poetik der Gleichzeitigkeit, Bern, Benteli Verlag, 1987.
- Zeitspielraüme, Berlin, Merve Verlag, 1989.
- Musketaquid, Musik und Transzendantalismus, Berlin, Merve, 1994.
- Musiques nomades (textes réunis et présentés par Christian Hauer), Paris, Kimé, 1998.
- La Fiction de la postmodernité selon l'esprit de la musique, Paris, Presses  universitaires de France, collection Thémis Philosophie, 2001  (ISBN 978-2130515722).
- Entendre le monde sonner (textes réunis et présentés par Christine Esclapez et Christian Hauer ; notes éditoriales de Christian Tarting, dessin de couverture d'Anne Cauquelin), Cadenet, les éditions chemin de ronde, collection Strette, 2019[1].

### Direction d'ouvrages collectifs
- Six numéros spéciaux de la Revue d'esthétique (entre 1968 et 1998), notamment le numéro spécial triple 13-14-15 (1989) consacré à John Cage (Toulouse, Privat éditions ; repris à Paris, éditions Jean-Michel Place).

### Articles divers
- Plus de 200 articles parus dans de nombreuses revues (La Revue musicale, Analyse musicale, VH 101, Traverses, Corps écrit, Exercices de la patience, Le Temps de la réflexion, Montréal, Parachute, Discourse, The Musical Quarterly, The World and I, Alpha-beta, Il Verri, Synteesi, Musik-Konzepte), dans divers recueils collectifs, et dans plusieurs encyclopédies, préfaces à divers ouvrages, enregistrements.

### Traductions (de l'anglais)
- Abraham Moles, Experimental Music, Les Musiques expérimentales, Zürich, Cercle d'Art, 1966.
- John Cage, Je n'ai jamais écouté aucun son sans l'aimer: le seul problème avec les sons, c'est la musique, La Souterraine, Editions Pierre Courtaud, Collection La Main courante, 1994.
- Alfred North Whitehead, Process and Reality, Procès et réalité, en collaboration avec l'équipe du CRHI, CNRS et Université de Nice, Paris, Gallimard, 1996.